# اسپلوگس د یبرگات
اسپلوگس د یبرگات (به اسپانیایی: Esplugues de Llobregat) یک شهرستان در اسپانیا است که در استان بارسلون واقع شده‌است.

## خصوصیات
اسپلوگس د یبرگات ۴٫۶ کیلومترمربع مساحت و ۴۶٬۵۸۶ نفر جمعیت دارد و ۱۱۰ متر بالاتر از سطح دریا واقع شده‌است.